# Ormós László
Csicseri Ormós László (Sárospatak, 1814. szeptember 15. – Sárospatak, 1844. május 4.) ügyvéd, író, költő.

## Élete
Ormós László és Szentgyörgyi Zsuzsánna (Szentgyörgy István sárospataki tanár leánya) fia. Iskoláit szülőhelyén 1833. júliusában végezte el és még ugyanazon év december 5-én esküdött fel Sátoraljaújhelyen mint törvényszéki hites írnok. Két évig volt joggyakorlaton Tóth Pápay Zsigmond ügyvéd mellett és azontúl ügyes bajos dolgok elintézésével foglalkozott. 1837-ben készült az ügyvédi oklevél megnyerésére; 1838. szeptember 2-án föl is esküdött prókátornak. Ifjúsága küzdelem- és sanyarúságteljes volt, ezért magába zárkózott és sorvasztó betegséggel küszködő életet élt Sárospatakon, ahol háza volt. Kazinczy Gáborral baráti viszonyt folytatott és vele levelezett; Szemere Bertalannal szintén bizalmas viszonyban és levelezésben állott; úgyszintén Pap Endrével, aki költeményt is írt hozzá 1836-ban és aki Ormós halála után ennek irományait is magához vette. Levelezésben állott még Szemere Pállal, Bajza Józseffel, Almási Balogh Pállal és Kölcsey Ferenccel.
Cikkei és Költeményei jelentek meg a Felsőmagyarországi Minervában (1832. Szentgyörgyi István bölcsészettanár életrajza); a sárospataki Parthenonban (1834.; 1837. neve alatt vagy Szöghalmy álnévvel, Sz. Vinczehegyi klastrom, történeti regény a XIV. századból); az Athenaeumban (1837-39., 1841.); az Emlényben (1839).
Levelezése Kölcsey Ferenccel (Figyelő III, IV.), levele Almási Balogh Pálhoz (Figyelő XIX. Nyiry István életrajzát küldi).
Kéziratban: Ujhely-vár, magyar hősi rege a XVI. századból (imprimálva 1832.), Husvéti tanítás 1830, Pap választáskor 1838., Lelkületről, Lélektudományon alapult nevelésről (ezzel pályázott a Magyar Tudományos Akadémia 1836-os filozófiai kérdésére); Csengery József Diplomaticá-jának ford., 1833. Cicerónak Az Istenekről szóló három könyve, ford. és mindkettőt jegyzetekkel kisérte; Szózat a sárospataki főiskola szelleme s jövendője ügyében; Eredeti színjátékok, 1834. (I. Váltság, színjáték 1 felv., II. Vén szerelmesek, vígj. 3 felv.)
Szerkesztette, mint az ifjúsági egyesület (irodalmi kör) elnöke, a Parthenon I. és II. kötetét 1834. és 1837-ben Sárospatakon.